# Blitaran
Blitaran is een bestuurslaag in het regentschap Nganjuk van de provincie Oost-Java, Indonesië. Blitaran telt 1956 inwoners (volkstelling 2010).